# Xgl
XGL은 OpenGL 가속을 사용하는 X 서버이다. 2006년 1월 2일 노벨에 있는 데이비드 레브먼이 처음으로 배포하였다.

## 역사
Xgl은 공개된 메일링 리스트로부터 시작되었으며, 2006년 1월 2일까지 오랜 기간 동안 비공개 상태로 대부분의 개발이 이루어졌다. 소스가 freedesktop.org에 공개되는 시점에 맞추어 다양한 디스플레이 드라이버를 지원할 수 있도록 주요 부분의 구조가 변경되었다. Xgl이 사용하는 X 서버 백엔드에는 Xglx, Xegl이 있다.
2006년 2월 노벨 데스크톱 팀이 회전하는 3차원 데스크톱과 투명 창 등을 Xgl로 구현한 프레젠테이션을 공개하면서부터 Xgl이 유명해졌다. 이들 효과는 glxcompmgr라고 하는 컴포지팅 창 관리자 하에서 구현되었다. 그러나 컴포지팅 관리자와 창 관리자가 밀접하게 같이 작동하지 않는 한 일부 효과를 구현하기 힘들었기 때문에 폐기되었다. 그에 대한 해결책으로 데이비드 레브먼은 컴피즈를 개발하였다. 2006년 9월 컴피즈에서 베릴이 갈라져 나왔다. 2007년 8월 13일 이 둘은 컴피즈 퓨전이라는 이름으로 합쳐졌다.

## 같이 보기
- X 윈도 시스템
- AIGLX
- OpenGL
- 컴피즈